# Critoniopsis
Critoniopsis es un género de plantas fanerógamas perteneciente a la familia de las asteráceas. Comprende 101 especies descritas y de estas, solo 88 aceptadas.

## Taxonomía
El género fue descrito por Carl Heinrich Bipontinus Schultz y publicado en Jahresbericht der Pollichia 20–21: 430–431. 1863. La especie tipo es Critoniopsis lindenii.

## Algunas especies aceptadas
A continuación se brinda un listado de las especies del género Critoniopsis aceptadas hasta julio de 2012, ordenadas alfabéticamente. Para cada una se indica el nombre binomial seguido del autor, abreviado según las convenciones y usos.
- Critoniopsis angusta (Gleason) H.Rob.
- Critoniopsis aristeguietae (Cuatrec.) H.Rob.
- Critoniopsis ayabacensis Sagást. & M.O.Dillon
- Critoniopsis baadii (McVaugh) H.Rob.
- Critoniopsis barbinervis (Sch.Bip.) H.Rob.
- Critoniopsis bitriflora (Cuatrec.) H.Rob.